# Молитва в християнството
Молитва е определен вид общуване с Бог. В Християнството има много различни виждания за точно какво представлява молитва:

## Различни разбирания и определения

#### Църквата на Исус Христос на светиите от последните дни
Почтително общуване с Бог, по време на което човек Му благодари и иска благословии. Молитвите се адресират до нашия Небесен Отец в името на Исус Христос. Могат да бъдат казвани на глас или мълчаливо. Мислите на човека също могат да бъдат молитва, ако са насочени към Бога. Песента на праведния може да бъде молитва към Бога.
Целта на Молитвата не е да променим волята на Бога, а да осигурим на себе си и на други хора благословии, които Бог е готов да даде, но за които трябва да се помолим, за да ги получим.
Ние се молим на Отца в името на Христос (Иоана 14:13; 16:23-24). Наистина сме способни да се молим в името на Христос, когато нашите желания са и Негови желания (Иоана 15:7; У. и З. 46:30). Тогава ние искаме неща, които са правилни и затова Бог може да ги даде (3 Не. 18:20). Някои молитви остават без отговор, защото те по никакъв начин не представляват желание на Христос, а произлизат от човешки егоизъм (Яков. 4:3; У. и З. 46:9). Ако искаме от Бог неправедни неща, те ще се превърнат в осъждане за нас (У. и З. 88:65).1